# Ed Podolak

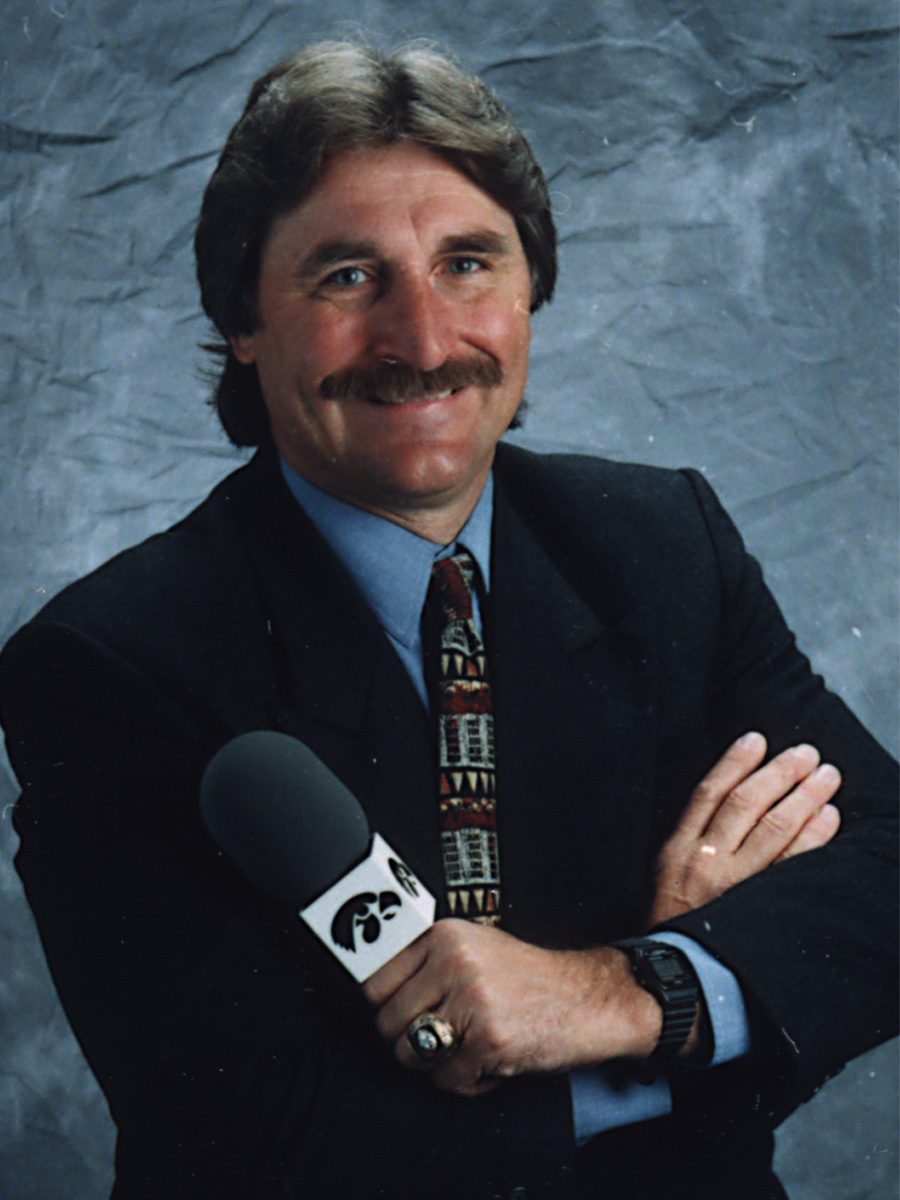

Ed Podolak é um ex-jogador profissional de futebol americano estadunidense.

## Carreira
Ed Podolak foi campeão da Super Bowl IV jogando pelo Kansas City Chiefs.